# Gran Premio Industria e Commercio di Prato 2016
Il Gran Premio Industria e Commercio di Prato 2016, settantunesima e ultima edizione della corsa, si svolse il 17 settembre 2016 su un percorso di 130 km. La vittoria fu appannaggio dell'italiano Mirco Sartori, che completò il percorso in 3h09'00", alla media di 41,987 km/h, precedendo i connazionali Francesco Mancini e Umberto Marengo.
La corsa, alla sua edizione finale, fu riservata per la prima e unica volta agli atleti Elite e Under-23.

## Ordine d'arrivo (Top 10)
| Pos. | Corridore          | Squadra                                        | Tempo    |
| ---- | ------------------ | ---------------------------------------------- | -------- |
| 1    | Mirco Sartori      | G.S. Mastromarco Fans Club Nibali Sensi Cipros | 3h09'00" |
| 2    | Francesco Mancini  | Figros                                         | s.t.     |
| 3    | Umberto Marengo    | Overall                                        | s.t.     |
| 4    | Nicolas Nesi       | G.S. Maltinti Lampadari - Banca di Cambiano    | s.t.     |
| 5    | Dario Puccioni     | Malmantile-Romano Gaini                        | s.t.     |
| 6    | Tommaso Fiaschi    | G.S. Mastromarco Fans Club Nibali Sensi Cipros | s.t.     |
| 7    | Simone Bernardini  | Malmantile-Romano Gaini                        | s.t.     |
| 8    | Gabriele Giannelli | Big Hunter Seanese                             | s.t.     |
| 9    | Mirco Pieroni      | Big Hunter Seanese                             | s.t.     |
| 10   | Andrea Previtera   | U.C. Pistoiese                                 | s.t.     |